# Liste der Wappen im Landkreis Oberhavel
Diese Liste zeigt die Wappen der Ämter, Städte und Gemeinden sowie Wappen von ehemals selbständigen Gemeinden und aufgelösten Landkreisen im Landkreis Oberhavel in Brandenburg.

Wappen des Landkreises Oberhavel[1]
Der Landkreis Oberhavel in Brandenburg
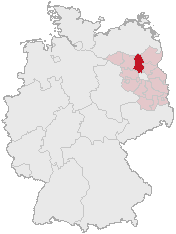
Der Landkreis Oberhavel in Deutschland

## Wappen der Städte und Gemeinden
Folgende Gemeinden führen kein Wappen:
| - Großwoltersdorf - Schönermark - Sonnenberg - Stechlin |

- Gemeinde
Birkenwerder[2]
- Stadt
Fürstenberg/Havel
- Gemeinde
Glienicke/Nordbahn[3]
- Stadt
Gransee
- Stadt
Hennigsdorf[4]
- Stadt
Hohen Neuendorf[5]
- Stadt
Kremmen[6]
- Gemeinde
Leegebruch[7]
- Stadt
Liebenwalde[8]
- Gemeinde
Löwenberger Land[9]
- Gemeinde
Mühlenbecker Land[10]
- Gemeinde
Oberkrämer[11]
- Kreisstadt
Oranienburg[12]
- Stadt
Velten[13]
- Stadt
Zehdenick[14]

## Wappen ehemaliger Städte und Gemeinden

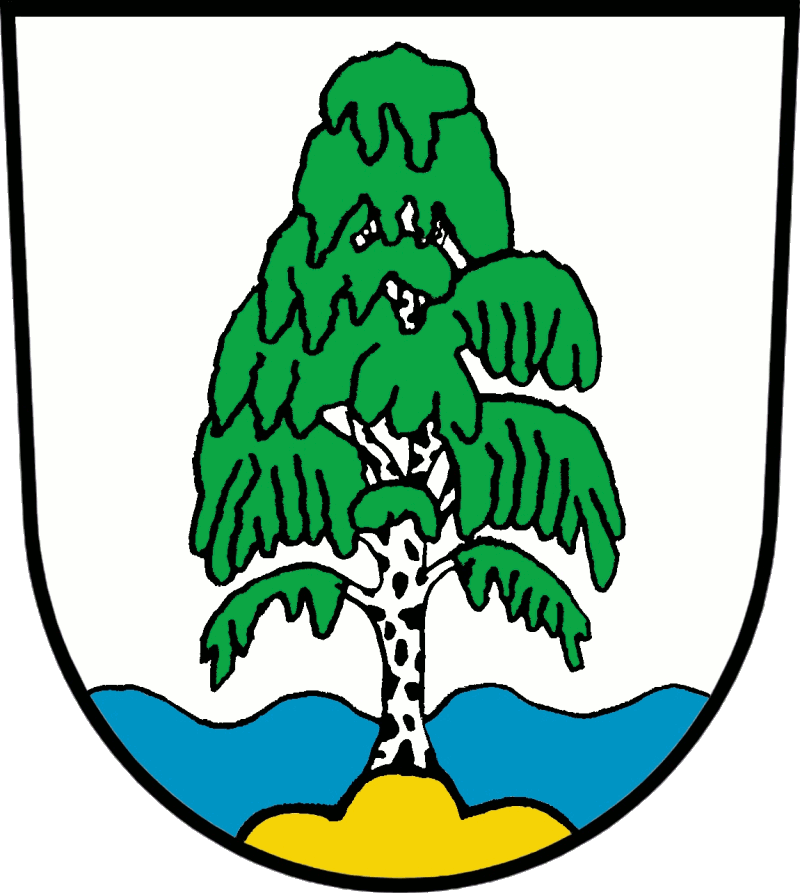
Gemeinde Oberkrämer
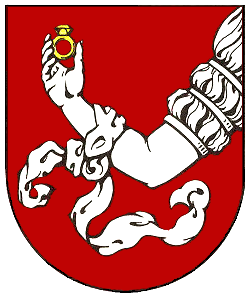
Stadt Fürstenberg/Havel
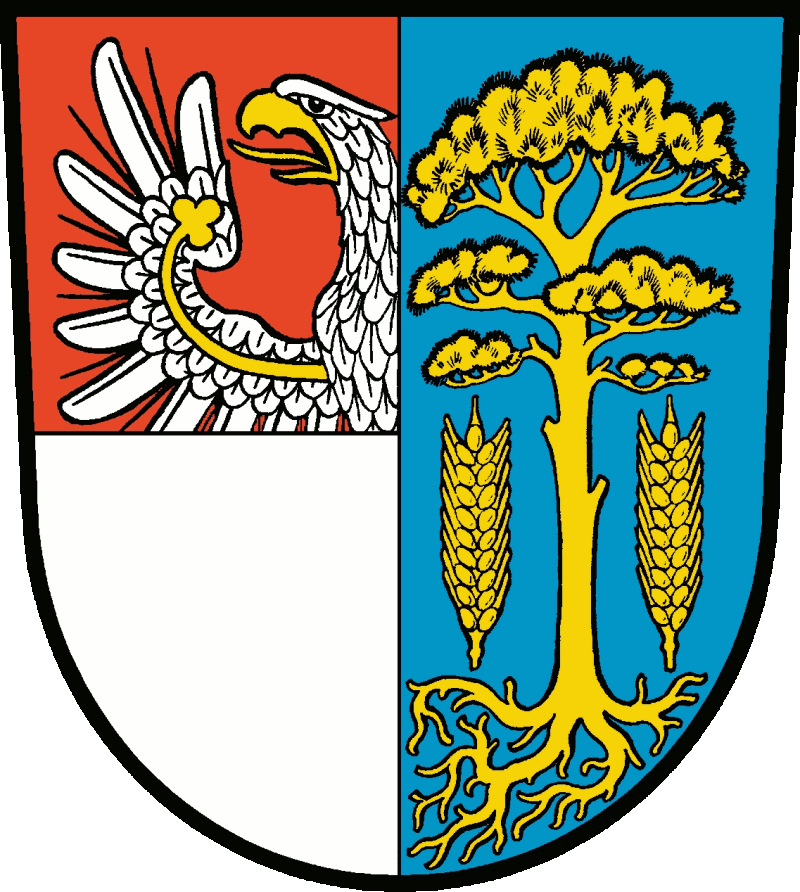
Gemeinde Glienicke/Nordbahn
Ortsteil Bärenklau[15]
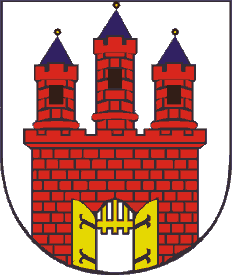
Stadt Hohen Neuendorf
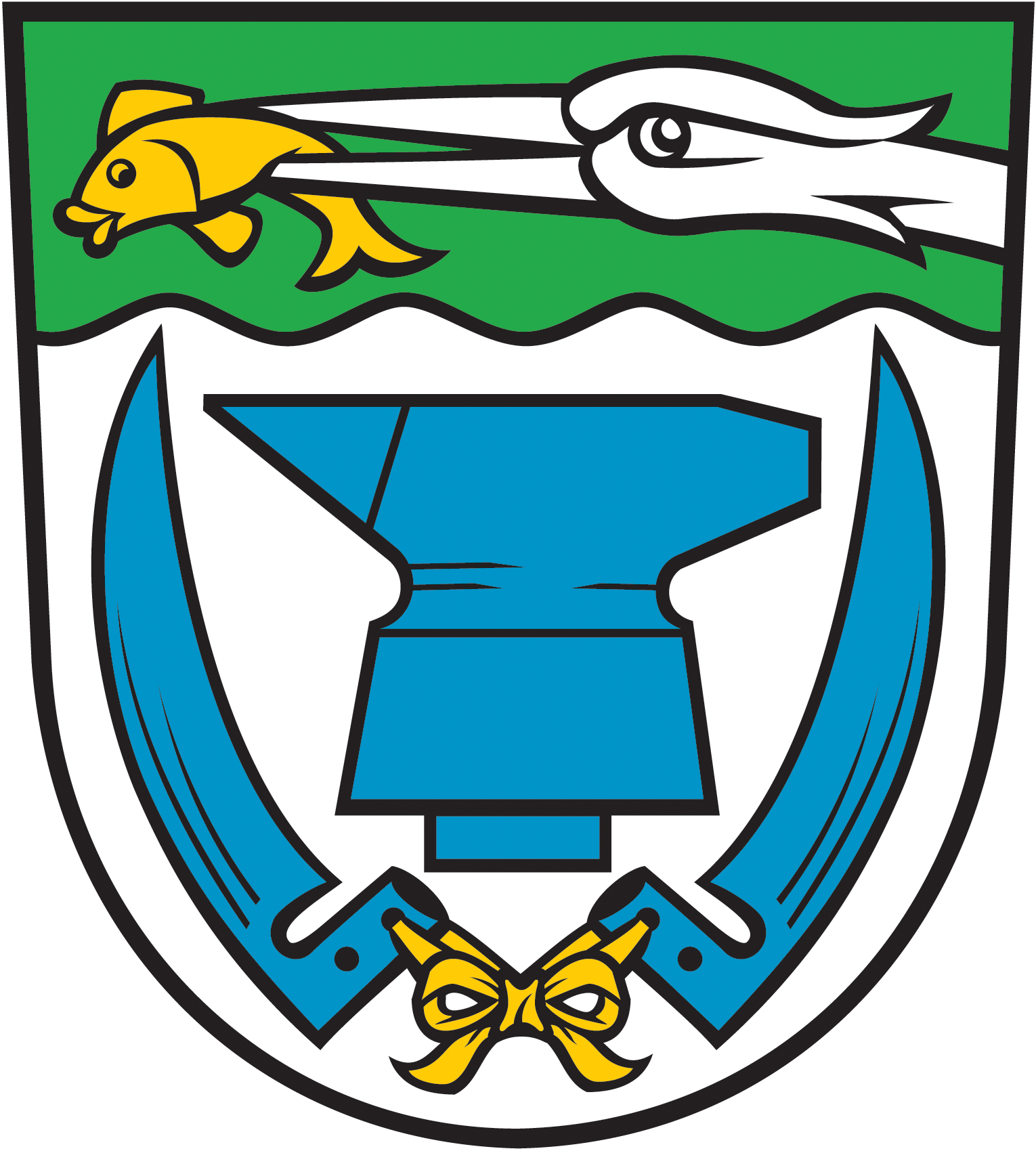
Stadt Hennigsdorf
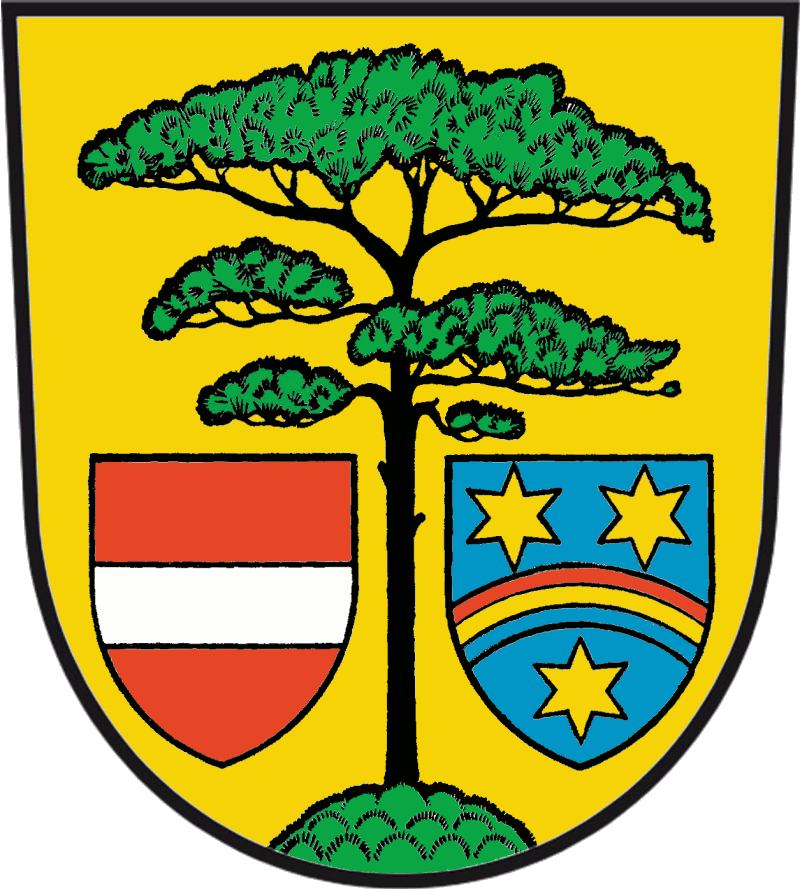
Stadt Hohen Neuendorf
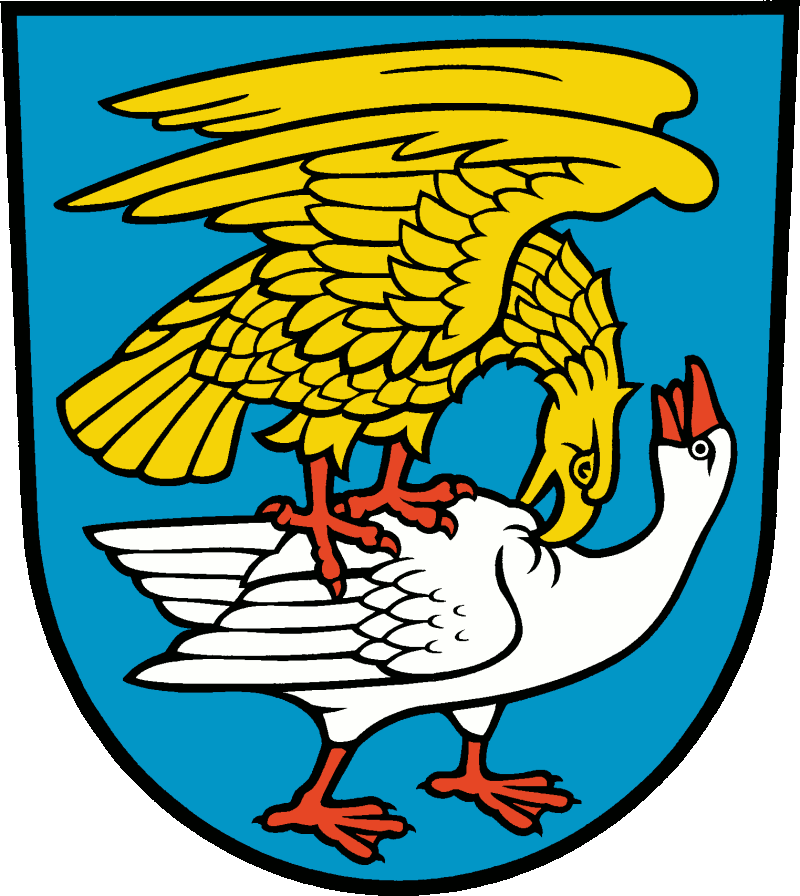
Stadt Kremmen
Stadtteil Borgsdorf[16]
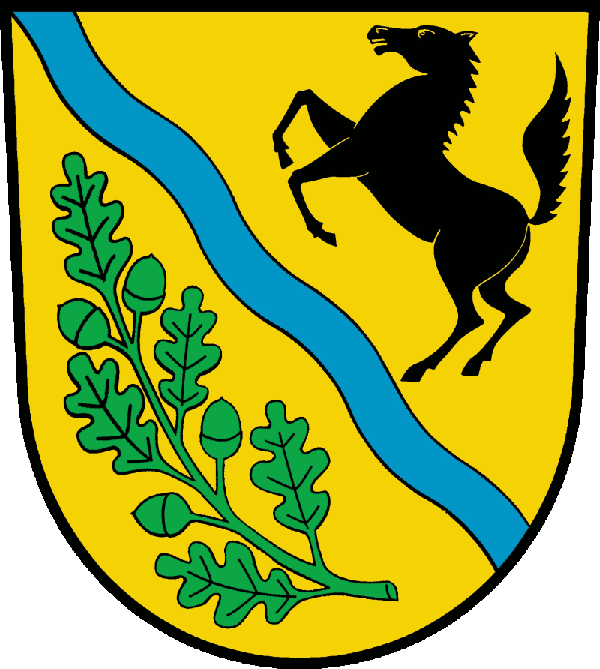
Gemeinde Oberkrämer
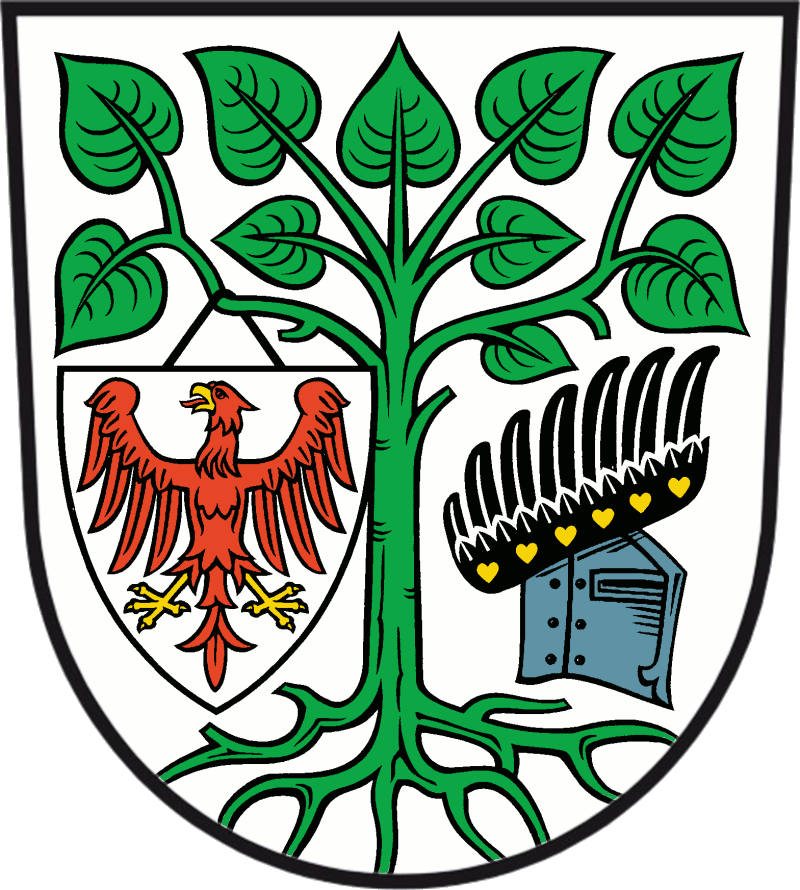
Stadt Liebenwalde
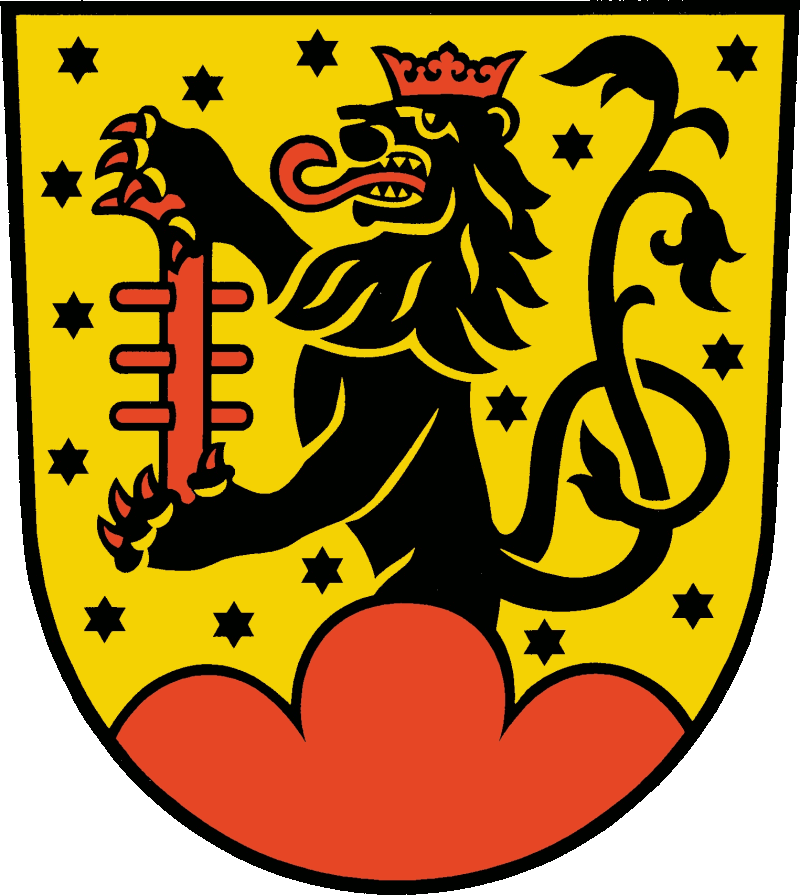
Gemeinde Löwenberger Land
Ortsteil Bötzow[17]

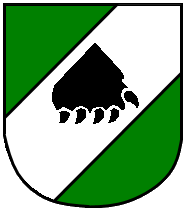
Gemeinde Oberkrämer Ortsteil Eichstädt
Stadt Hohen Neuendorf Stadtteil Borgsdorf
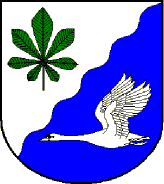
Gemeinde Oberkrämer Ortsteil Marwitz
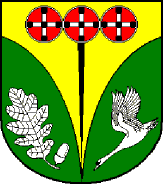
Gemeinde Oberkrämer Ortsteil Neu-Vehlefanz
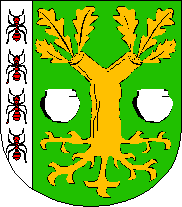
Gemeinde Oberkrämer Ortsteil Marwitz
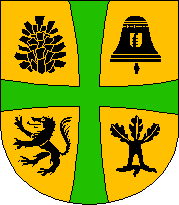
Gemeinde Oberkrämer Ortsteil Neu-Vehlefanz
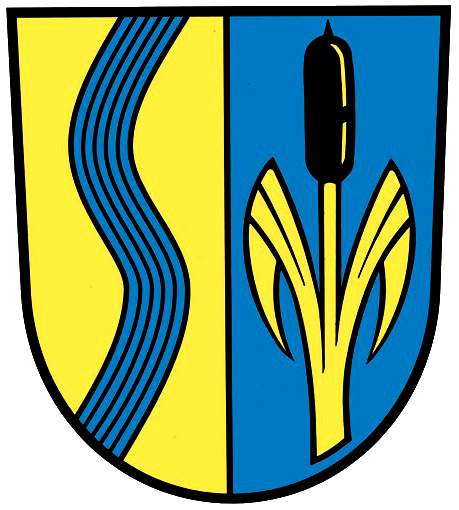
Gem. Mühlenbecker Land Ortsteil Schildow
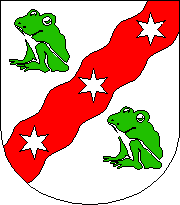
Gemeinde Oberkrämer Ortsteil Schwante
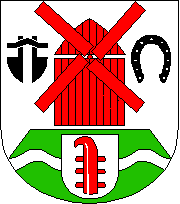
Gemeinde Oberkrämer Ortsteil Vehlefanz
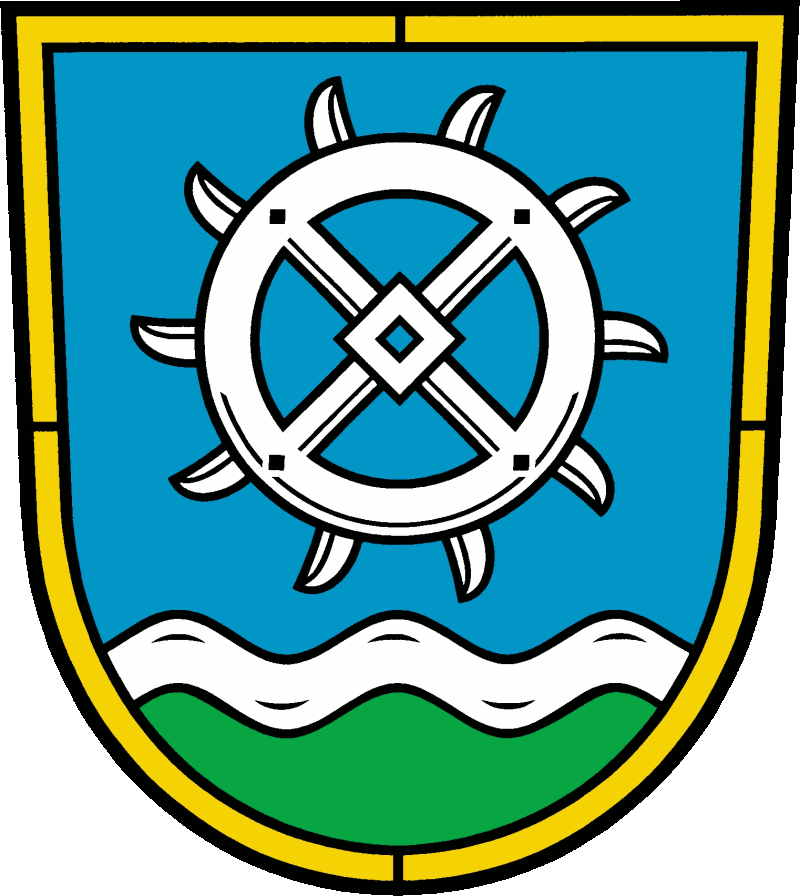
Gem. Mühlenbecker Land
Ortsteil Schildow
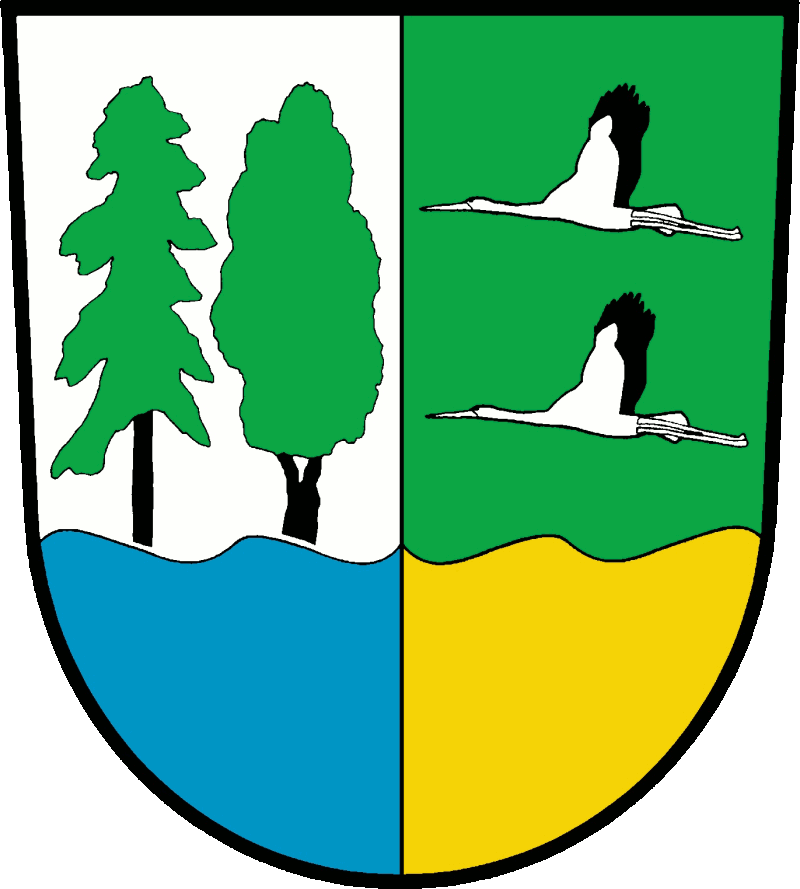
Gemeinde Oberkrämer
Kreisstadt Oranienburg
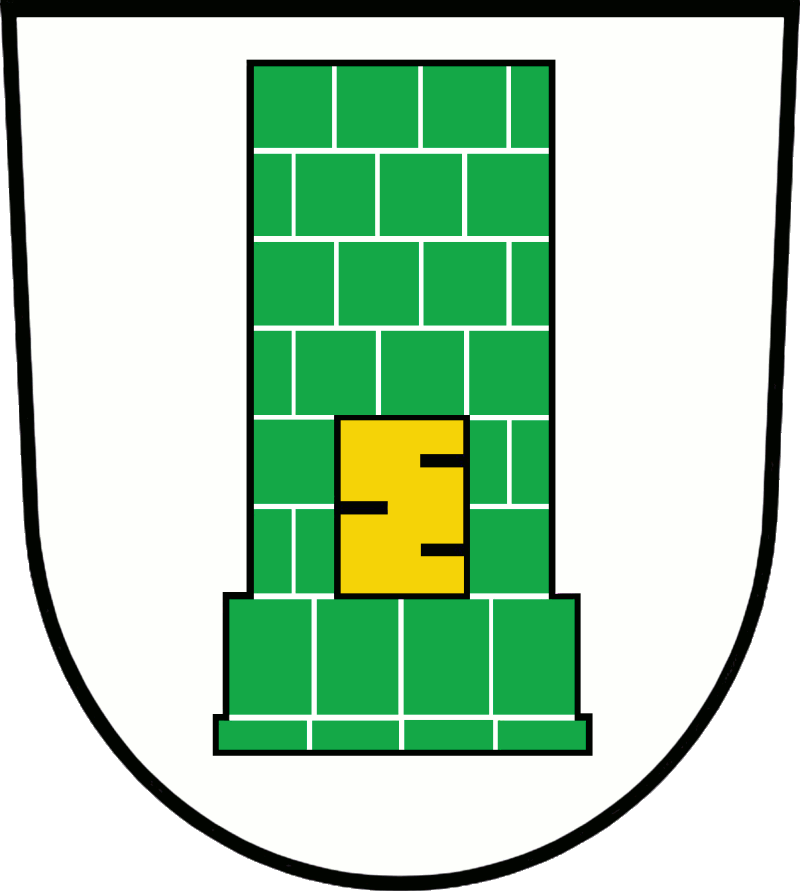
Stadt Velten
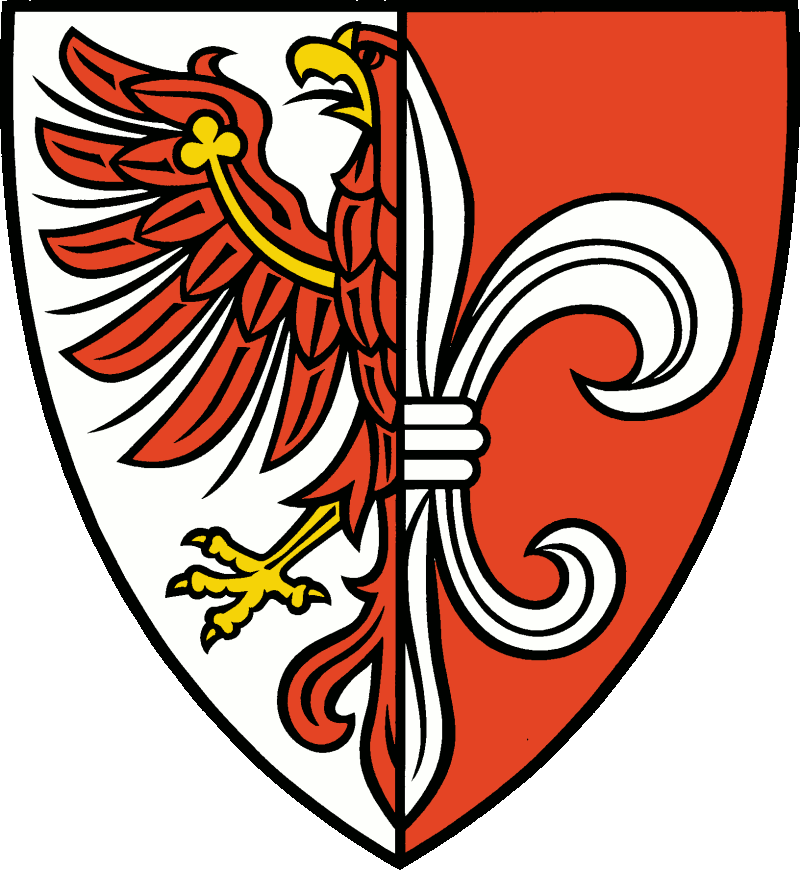
Stadt Zehdenick
Ortsteil Schwante[21]
- Gemeinde Oberkrämer
Ortsteil Vehlefanz[22]

## Historische Wappen

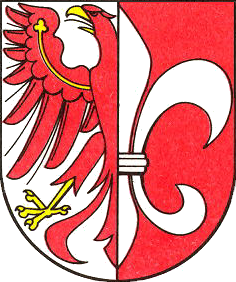
Stadt Zehdenick Wappen bis 1993

## Blasonierungen
1. ↑  Landkreiswappen: „Geteilt von Silber und Grün; oben den rotbewehrten und rotgezungten roten Adler, die Flügel mit goldenen Kleestengeln belegt, und in der unteren Schildhälfte zwei versetzt nebeneinander fliegende, rotbewehrte silberne Schwäne.“
2. ↑  Birkenwerder: „In Silber mit blauem Wellenschildfuß eine aus einem goldenen Dreiberg wachsende naturfarbene Birke.“
3. ↑  Glienicke/Nordbahn: „Halb geteilt und gespalten von Rot, Silber und Blau, darin vorne oben das erste Viertel eines gold-bewehrten, silbernen Adlers mit goldenem Kleestengel auf dem Flügel und hinten eine bewurzelte goldenen Kiefer beseitet von je einer goldenen Kornähre.“
4. ↑  Hennigsdorf: „Unter grünem Wellenschildhaupt, aus dem linken Schildrand wachsend ein silberner Reiherkopf mit einem goldenen Fisch im Schnabel, in Silber schwebend ein blauer Amboß, begleitet von zwei blauen, aufrecht zugewendeten, unten durch goldene Schleifen verbundene Sensenblättern.“
5. ↑  Hohen Neuendorf: „In Gold auf grünem Berg eine grüne Kiefer mit schwarzem Stamm, beseitet von zwei Schilden: vorn in Rot ein silberner Balken (Wappen von Buch); hinten in Blau ein rot-gold-blauer Regenbogen begleitet von drei goldenen Sternen (2:1) (Wappen von Wins).“
6. ↑  Kremmen: „In Blau linksgewendet ein goldener Adler mit roten Fängen, der sich auf einer rot-bewehrten silbernen Gans festkrallt und seinen Schnabel in ihren Hals schlägt.“
7. ↑  Leegebruch: „In Gold geteilt durch einen blauen Wellenschrägbalken rechts ein grüner Eichenbruch, links ein aufsteigendes schwarzes Pferd.“
8. ↑  Liebenwalde: „In Silber eine bewurzelte grüne Linde, beseitet rechts von einem silbernen, an einem Ast hängenden Dreieckschild, belegt mit einem gold-bewehrten roten Adler, und links von einem Topfhelm mit einem schwarzen Flug, belegt mit gestürzten goldenen Lindenblättern.“
9. ↑  Löwenberger Land: „Im goldenen, mit schwarzen Sternen bestreuten Schild aus rotem Dreiberg wachsend ein rot-bewehrter, -gezungter und -gekrönter doppeltgeschwänzter schwarzer Löwe mit einer roten Steigleiter mit drei Quersprossen zwischen den Vorderpranken.“
10. ↑  Mühlenbecker Land: „Im gold-bordierten blauen Schild über einem wellenförmig silbern-grün geteilten Wellenschildfuß ein silbernes Mühlrad.“
11. ↑  Oberkrämer: „Über von Blau und Gold gespaltenem Wellenschildfuß gespalten von Silber und Grün, vorn rechts ein Nadelbaum und links ein Laubbaum mit jeweils schwarzem Stamm, hinten zwei übereinander fliegende natürliche Störche.“
12. ↑  Oranienburg: „In Silber aus grünem Rasen wachsend ein grüner Eichbaum mit acht Blättern und vier goldenen Früchten; rechts vom Stamm schwebend ein linksgewendeter gekrümmter roter Fisch.“
13. ↑  Velten: „In Silber ein grüner Kachelofen mit goldener Tür und schwarzen Beschlägen.“
14. ↑  Zehdenick: „Gespalten von Silber und Rot; vorn am Spalt ein halber roter Adler mit Kleestengel und Bewehrung in Gold, hinten am Spalt eine halbe silberne Lilie.“
15. ↑  Bärenklau: „In Grün ein silberner Schrägbalken, belegt mit einer gestützten schwarzen Bärentatze.“
16. ↑  Borgsdorf: „Auf silbernem (weißen) Felde geteilt von einem blauen Wellenbalken in ganzer Größe des Wappenschildes ein schwarzes Hirschgeweih mit Schädel, zwischen den Stangen des Vierzehnenders eine fünfblätterige rote Nelke mit grünem Kelch.“
17. ↑  Bötzow: „Von Silber über Blau im Wellenschnitt schräglinks geteilt; oben ein grünes Kastanienblatt, unten ein fliegender silberner Schwan.“
18. ↑  Eichstädt: „Gespalten durch eine gestützte, gesenkte, eingeschweifte goldene Spitze, darin eine schwarze Nadel, oben mit drei kreisrunden roten Platten balkenweise versehen. Diese sind jeweils mit einem silbernen Kreuz und fünf schwarzen Punkten im Schnittpunkt und an den Kreuzenden belegt. Vorn in Grün ein silbernes Eichenblatt mit einer Frucht, hinten in Grün ein fliegend stürzender silberner Schwan.“
19. ↑  Marwitz: „Hinter silberner Flanke, in der vier rote Ameisen pfahlweise angebracht sind, in Grün ein gerissener goldener Eichenstamm, aus dessen beiden Aststümpfen je drei Blätter sprießen, beiderseits begleitet von je einem silbernen Tongefäß.“
20. ↑  Neu-Vehlefanz: „In Gold geviert durch grünes Tatzenkreutz. Vorn oben ein schwarzer Kiefernzapfen; hinten oben eine schwarze Glocke, belegt mit goldenem Schild, der einen schwarzen Steigbaum mit vier Holmen enthält; vorn unten ein schwarzer steigender Wolf, hinten unten eine gehöhlte Eiche mit drei Blättern und drei Wurzeln.“
21. ↑  Schwante: „In Silber ein roter Schräglinkswellenbalken, der mit drei sechsstrahligen silbernen Sternen belegt ist sowie oben und unten von je einem sitzenden grünen Frosch begleitet wird.“
22. ↑  Vehlefanz: „Von einem silbernen Wellenbalken durchzogenen und mit einem silbernen Schild, darin ein dreisprossiger roter Steigbaum, belegten stumpfwinkelig abgeplatteten Berg eine rote Windmühle, beidseits begleitet vorn von einem Paar schwarzer Pflugschare und hintern von einem schwarzen mit elf silbernen Nagelkuppen versehenen Hufeisen.“